# Orthacanthus (zoologia)

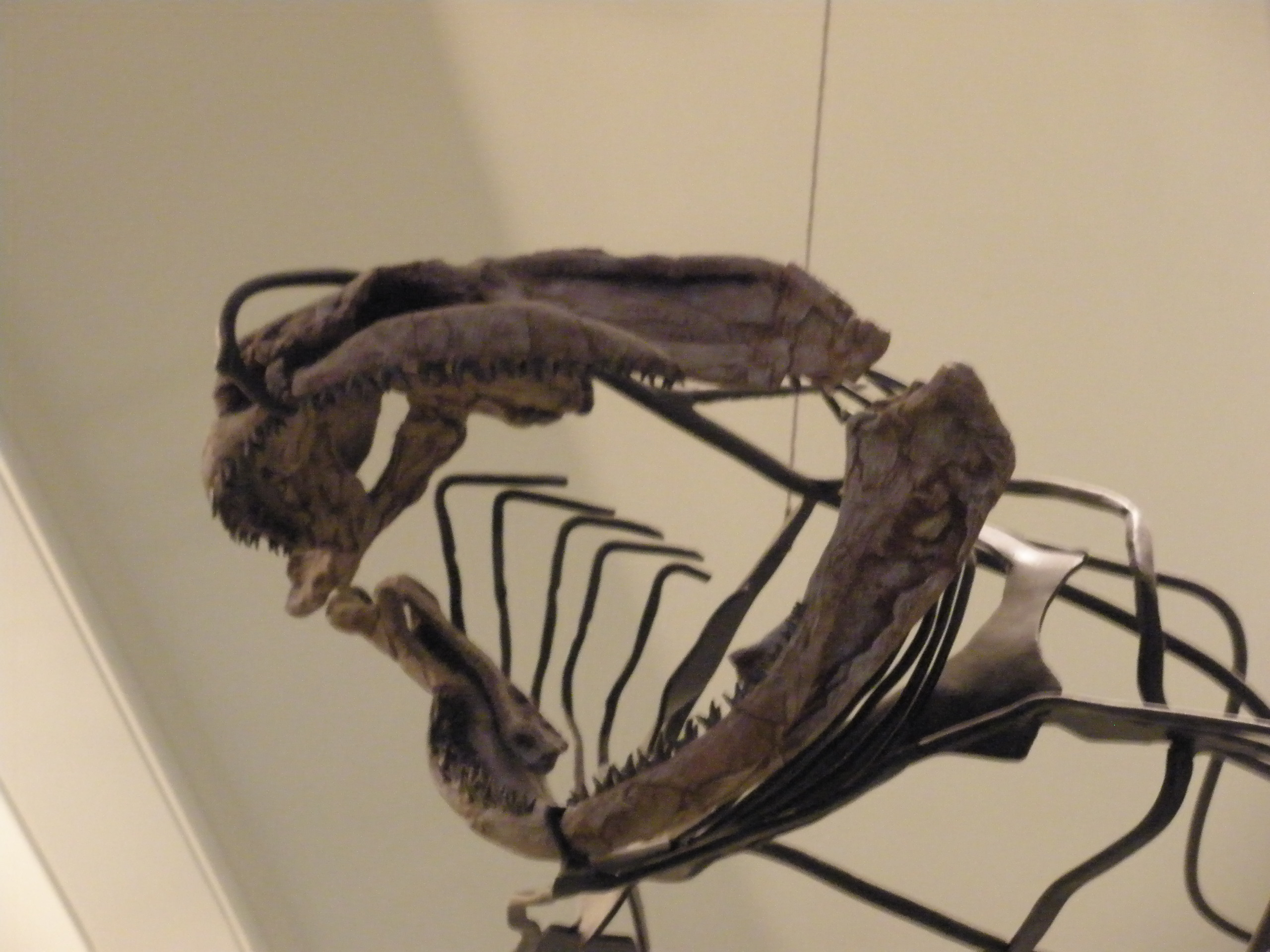
Cranio di Orthacanthus

Orthacanthus Agassiz, 1843 è un genere estinto di squali preistorici d'acqua dolce appartenenti all'ordine Xenacanthida.

## Aspetto
I membri del genere avevano una lunga colonna vertebrale che cresceva dal retro del cranio ed una pinna dorsale molto lunga, che percorreva tutta la lunghezza dell'animale facendolo assomigliare ad un'anguilla. Circa 260 milioni di anni fa gli Orthacanthus erano il terrore delle acque dolci di paludi e laghi in Europa ed in America del Nord. Il corpo raggiungeva i 3 metri di lunghezza e le potenti mascelle erano costituite da denti bicuspidi. Sono apparsi circa 400 milioni di anni fa, nel Devoniano, e si sono estinti prima del Mesozoico, circa 225 milioni di anni fa.

## Specie
- Orthacanthus arcuatus (Newberry, 1856)
- Orthacanthus cylindricus (Agassiz, 1843)
- Orthacanthus senckenbergianus